# Kévin Vauquelin
Kévin Vauquelin (Bayeux, 26 april 2001) is een Frans baan- en wegwielrenner, die vanaf 2022 voor Arkéa-Samsic uitkomt.

## Carrière
In 2018 werd Vauquelin Frans kampioen tijdrijden bij de junioren en behaalde hij een tweede plaats op de teamsprint tijdens de Wereldkampioenschappen baanwielrennen voor junioren. Een jaar later won hij het Frans kampioenschap op de weg voor junioren en behaalde hij tijdens de wereldkampioenschappen baanwielrennen voor junioren een tweede plaats op de teamsprint en de puntenkoers en een derde plaats op de koppelkoers. In 2024 behaalde hij een tweede plaats in de Waalse pijl, zijn opvallendste prestatie tot dan toe.  

## Overwinningen

### Weg
2018
 Frans kampioenschap tijdrijden, junioren
2019
 Frans kampioenschap op de weg, junioren
2021
 Frans kampioenschap tijdrijden, beloften
2022
Jongerenklassement Ronde van België
Jongerenklassement Ronde van Poitou-Charentes
2023
1e etappe Ronde van de Alpes-Maritimes en de Var
Eind- en jongerenklassement Ronde van de Alpes-Maritimes en de Var
Ronde van de Jura
2024
5e etappe (ITT) Ster van Bessèges
Jongerenklassement Ster van Bessèges
2e etappe Ronde van Frankrijk
Criterium van Saint-Seurin-sur-l'Isle
2025
4e en 5e etappe Ster van Bessèges
Eind- en puntenklassement Ster van Bessèges
4e etappe Région Pays de la Loire Tour
Eindklassement Région Pays de la Loire Tour
Jongerenklassement Ronde van Zwitserland

## Resultaten in voornaamste wedstrijden
| Jaar | Ronde van Italië | Ronde van Frankrijk | Ronde van Spanje |
| ---- | ---------------- | ------------------- | ---------------- |
| 2022 |                  |                     |                  |
| 2023 |                  |                     | opgave           |
| 2024 |                  | 91e (1)             |                  |
| 2025 |                  | 7e                  |                  |

| Jaar | Milaan-San Remo | Amstel Gold Race | Luik-Bast.‑Luik | Ronde van Lombardije | Waalse Pijl | Strade Bianche |
| ---- | --------------- | ---------------- | --------------- | -------------------- | ----------- | -------------- |
| 2022 |                 |                  |                 | 66e                  |             |                |
| 2023 |                 |                  |                 | opgave               |             |                |
| 2024 |                 | 41e              | opgave          |                      | ↑           | 21e            |
| 2025 | 41e             | opgave           | 50e             |                      | ↑           | 20e            |

### Resultaten in andere etappekoersen
| Jaar | Parijs-Nice | Tirreno-Adriatico | Ronde van het Baskenland | Ronde van Zwitserland | Ronde van Romandië | Ronde van Polen |
| ---- | ----------- | ----------------- | ------------------------ | --------------------- | ------------------ | --------------- |
| 2023 | 18e         |                   |                          |                       | DNF                | 20e             |
| 2024 |             | 10e               | 8e                       | 42e                   |                    |                 |
| 2025 |             | 12e               |                          | ↑                     |                    |                 |

## Baanwielrennen
| Jaar     | FK       | EK       | WK                                               | Overig                                           |
| Junioren | Junioren | Junioren | Junioren                                         | Junioren                                         |
| -------- | -------- | -------- | ------------------------------------------------ | ------------------------------------------------ |
| 2018     |          |          | ploegenachtervolging                             |                                                  |
| 2019     |          |          | ploegenachtervolging · puntenkoers · koppelkoers |                                                  |
| Elite    |          |          |                                                  |                                                  |
| 2019     |          |          |                                                  | Vierdaagse van Genève · WB Brisbane: koppelkoers |
| 2020     |          |          |                                                  | WB Milton: ploegenachtervolging                  |

## Ploegen
- 2022 –  Arkéa-Samsic
- 2023 –  Arkéa-Samsic
- 2024 –  Arkéa-B&B Hotels
- 2025 –  Arkéa-B&B Hotels

Anacona · Barguil · Barré (vanaf 1/8) · Bouet · Bouhanni · Capiot · Declercq · Delaplace · Edet · Flórez · Gesbert · Grondin · Guernalec · Guglielmi · Hardy · Hofstetter · Ledanois · Louvel · McLay · Noppe · Owsian · Pajur · Pichon · D. Quintana · N. Quintana · Ries · Riou · Russo · Swift · Vauquelin · Verre · Clynhens (stagiair) · Costiou (stagiair) · Thierry (stagiair)
Barguil · Barré · Biermans · Bouet · Bouhanni · Capiot · Champoussin · Costiou · Dekker · Delaplace · Démare (vanf 1/8) · Edet · Gesbert · Grondin · Guernalec · Guglielmi · Hofstetter · Le Berre · Ledanois · Louvel · McLay · Mozzato · Owsian · Pichon · Ponomar (tot 31/7) · Ries · Riou · Rodríguez · Russo · Vauquelin · Verre · Dauphin (stagiair) · Gillet (stagiair) · Tjøtta (stagiair)
Albanese · Barré · Biermans · Capiot · Champoussin · Costiou · Dekker · Delaplace · Démare · García Pierna · Gesbert · Grondin · Guernalec · Guglielmi · Huys · Le Berre · Ledanois(tot 15/8) · Louvel · McLay · Mozzato · Owsian · Ries · Riou · Rodríguez · Scotson · Sénéchal · Thierry (vanaf 1/9) · Vauquelin · Venturini · Verre
Biermans · Capiot · Costiou · Delaplace · Démare · Epis · García Pierna · Gesbert · Grondin · T. Guernalec · V. Guernalec · Guglielmi · Huys · Le Berre · Lozouet · Mozzato · Ries · Rodríguez · Rouland · Scotson · Sénéchal · Svestad-Bårdseng · Thierry · Tjøtta · Vauquelin · Venturini · Verre